# عبد الله الناوري
عبد الله محمد عيسى الناوري العلي (1959 - 18 أبريل 2021) روائي وضابط شرطة إماراتي. وهو أول من كتب الرواية البوليسية في الإمارات وذلك بروايته اليتيمة «عنق يبحث عن عقد» نشرها سنة 1978.

## سيرته
ولد عبد الله محمد عيسى الناوري العلي في إمارة رأس الخيمة سنة 1959 م ونشأ بها. انتسب إلى سلك الشرطة سنة 1975 وبعد ما اكتسب خبرة في مجال العمل البوليسي اهتم بأدب الجريمة. 

توفي الناوري يوم 18 أبريل 2021/ 7 رمضان 1442 عن عمر 62 عاماً إثر اعتلالات صحية مزمنة في القلب. ونعاه الأدباء.

## مهنته الأدبية
«وقد شغف منذ صغره بقراءة الروايات البوليسية، وعلى رأسها روايات أجاثا كريستي، التي كانت محفزاً له لأن يوجه موهبته نحو هذا النوع الأدبي بالتحديد.» فأصدر سنة 1978 روايته «عنق يبحث عن عقد» فعد أول من كتب الرواية البوليسية في الإمارات. 

ثم اهتم بكتابة القصص القصيرة نشرتها في الصحف والمجلات، لكنها لم تصدر في كتاب، وقد اهتم بالشعر أواخر عمره.

« بعد أن كتب أول رواية بوليسية بعنوان “عنق يبحث عن عقد” مستفيدا في بنائها من تجربته وعمله كضابط في سلك الشرطة. ولكن يوجد في رحلته الكثير مما يمكن التشبث به لتقديمه للقارئ الجديد الذي قد لا يعرف عنه شيئا، فهو أحد كتاب جيل الريادة والتأسيس ممن شقوا طريقهم بصعوبة، ومع ذلك نجحوا في ذلك الوقت ـ مرحلة السبعينات ـ في التأسيس لذائقة جديدة وقارئ جديد، دون أن ننسى أن الرعيل الأول الذي كان متسلحا بذخيرة كبيرة من المورثين العربي والعالمي، كتب إبداعاته ضمن منظومة فكرية واجتماعية وإنسانية متكاملة يتصدرها الحرص على التأريخ للأحداث التي يمر بها الوطن ضمن قالب الرواية الواقعية لتحقيق مبدأ الالتزام لدى الناس،» 

والناوري يأتي في المرتبة الثانية على مستوى دولة الإمارات العربية المتحدة من حيث الإصدار الرواية بعد شاهندة وفي المرتبة الأولى على صعيد رأس الخيمة و«عنق يبحث عن عقد» هو أول عمل روائي بوليسي على المستوى العام في الدولة. وقد جاء على غلافها في طبعته الأولى:

## مؤلفاته
- «عنق يبحث عن عقد»، 1978 وأعاد طبعه في 2009 (ردمك 9789948040439).[8]